# Petäjäs
Petäjäs är udde väster om centrala Raumo och strax norr om Raumo hamn i landskapet Satakunta i Finland.